# 渡部光
渡部 光（わたべ ひかる、1945年7月1日 - 2008年12月21日）は、日本の教育学者、元専修大学教授。専門は教育学、教育社会学。 

## 経歴
- 1945年 福島県生まれ。
- 1973年 東京学芸大学大学院学校教育研究科教育学専攻修士課程修了。
- 1977年 東京教育大学大学院教育学研究科教育学専攻博士課程単位取得退学。
- 1977年 東京女子体育大学 専任講師。
- 1979年 東京女子体育大学 助教授。
- 1984年 専修大学法学部助教授。
- 1984年 専修大学法学部教授。
- 2008年 敗血症のため死去[1]、享年63歳。

## 翻訳
- 『教室のカルテ―なぜ、子供は失敗するのか』佐藤郡衛共訳　新泉社　1979
- 『アルフレッド・シュッツ著作集』第1巻～第4巻　那須壽,西原和久共訳　マルジュ社 1983～1998